# Nouvelia natalensis
Nouvelia natalensis är en kräftdjursart som först beskrevs av O. Tattersall 1952.  Nouvelia natalensis ingår i släktet Nouvelia och familjen Mysidae. Inga underarter finns listade i Catalogue of Life.